# هيرب غافين
هيرب غافين (بالإنجليزية: Herb Gavin)‏ هو عسكري أمريكي، ولد في 15 نوفمبر 1921، وتوفي في 27 يونيو 2009.